# Talysch-Waldmaus
Die Talysch-Waldmaus (Apodemus hyrcanicus) ist ein in Aserbaidschan, dem Iran und in Turkmenistan vorkommendes Nagetier aus der Gattung der Waldmäuse. Ihr deutscher Trivialname ist an das Talysch-Gebirge im Südosten Aserbaidschans angelehnt.

## Merkmale
Mit einer Kopf-Rumpf-Länge von 95 bis 107 mm, einer Schwanzlänge von 94 bis 107 mm, mit 22,5 bis 24 mm langen Hinterfüßen und mit 15 bis 19 mm langen Ohren entspricht die Art in der Größe den nahe verwandten Arten der Waldmäuse. Das Gewicht der adulten Talysch-Waldmaus wurde mit 22 bis 35 g angegeben. Sie hat auf dem Rücken ein dunkel-kastanienbraunes Fell und auf der Unterseite ein rein weißes Bauchfell. Der gelblich-braune Brustfleck ist oval mit deutlichen Konturen.
Die Talysch-Waldmaus weist ein deutlich helleres Fell auf und ist deutlich größer wie die im Verbreitungsgebiet vorkommende Steppenwaldmaus (Apodemus witherbyi).

## Verbreitung
Das Verbreitungsgebiet erstreckt sich vom Ostkaukasus mit dem Talysch-Gebirge im Südosten von Aserbaidschan, ostwärts entlang dem Südufer des Kaspischen Meeres bis in den Südwesten von Turkmenistan und dem Kopet-Dag-Gebirge. Im Iran werden nur die nördlich des Elburs-Gebirges gelegenen Areale bis zum Kaspischem Meer besiedelt. Für die kleinere, isolierte Population am Kopet-Dag-Gebirge in Turkmenistan ist das Vorkommen nicht gesichert.

## Lebensraum
Die Talysch-Waldmaus hält sich in niedrig gelegenen Berglaubwäldern, Laubwäldern, Waldrändern und auf Gebüschflächen bis zu einer Höhe von 2.000 m auf. Bevorzugt werden feuchte Laubwälder in Mittelgebirgsregionen besiedelt, die mit Eichen, Buchen und Hainbuchen bestockt sind.

## Lebensweise
Dieses Nagetier gräbt Tunnelsysteme mit mehreren Kammern oder ruht in natürlichen Verstecken. Es ist meist nachtaktiv und frisst Pflanzensamen, Nüsse sowie Insekten, die in Vorratskammern gelagert werden. Der Nachwuchs wird, wie bei den anderen Arten der Waldmäuse, im Frühjahr und Sommer in mehreren Würfen geboren.

## Gefährdung
Von der IUCN wurde der Status  Near Threatented (potenziell gefährdet) und einem stabilen Populationstrend veröffentlicht. Die Situation für die Gesamtpopulation wurde aufgrund fehlender, aktueller Daten beibehalten, wodurch sich keine Vergleiche zur Entwicklung der Population ableiten lassen. Die Talysch-Waldmaus ist auf den speziellen Lebensraum Laubwald angewiesen, der im Verbreitungsgebiet bedroht ist. Der Tieflandgürtel entlang des südlichen Kaspischen Meeres wurde für die Landwirtschaft gerodet. Dabei wurden etwa 50 % der Wälder seit Ende der 1970er Jahre für landwirtschaftliche Zwecke umgewandelt. Sie kommt aus diesem Grund nur in einem kleinen Verbreitungsgebiet vor.